# Eliminatórias para o Campeonato Africano das Nações de 2023 – Grupo D
O Grupo D das Eliminatórias para o Campeonato Africano das Nações de 2023 foi um dos doze grupos que definiram as equipes que se classificaram para o Campeonato Africano das Nações de 2023. Participaram quatro seleções: Egito, Etiópia, Guiné e Malawi.
As equipes jogaram uma contra a outra no formato todos contra todos entre julho de 2022 e setembro de 2023.

## Classificação
| Pos | Equipe  | Pts | J | V | E | D | GP | GC | SG | Classificado                           |     | EGY | GUI | MWI | ETH |
| --- | ------- | --- | - | - | - | - | -- | -- | -- | -------------------------------------- | --- | --- | --- | --- | --- |
| 1   | Egito   | 15  | 6 | 5 | 0 | 1 | 10 | 3  | +7 | Campeonato Africano das Nações de 2023 |     | —   | 1–0 | 2–0 | 1–0 |
| 2   | Guiné   | 10  | 6 | 3 | 1 | 2 | 9  | 7  | +2 | Campeonato Africano das Nações de 2023 |     | 1–2 | —   | 1–0 | 2–0 |
| 3   | Malawi  | 5   | 6 | 1 | 2 | 3 | 4  | 10 | −6 |                                        |     | 0–4 | 2–2 | —   | 2–1 |
| 4   | Etiópia | 4   | 6 | 1 | 1 | 4 | 5  | 8  | −3 |                                        | 2–0 | 2–3 | 0–0 | —   |     |

## Partidas
| 5 de junho de 2022 | Malawi                        | 2 – 1     | Etiópia           | Estádio Nacional Bingu, Lilongué |
| 18:00 (UTC+2)      | Mhango 10' (pen.), 34' (pen.) | Relatório | 68' (pen.) Nassir | Árbitro: RSA Abongile Tom        |

| 5 de junho de 2022 | Egito       | 1 – 0     | Guiné | Estádio Internacional do Cairo, Cairo   |
| 21:00 (UTC+2)      | Mohamed 87' | Relatório |       | Árbitro: ANG Hélder Martins de Carvalho |

| 9 de junho de 2022 | Etiópia                  | 2 – 0     | Egito | Estádio Nacional Bingu, Lilongué (Malawi) |
| 18:00 (UTC+2)      | Hotessa 21' · Bekele 34' | Relatório |       | Árbitro: BDI Georges Gatogato             |

| 9 de junho de 2022 | Guiné       | 1 – 0     | Malawi                         | Estádio General Lansana Conté, Conacri |
| 19:00 (UTC+0)      | Keïta 90+1' | Relatório | 69',75' Ouattara · 85' Aziz Ki | Árbitro: GAM Lamin Jammeh              |

| 24 de março de 2023 | Egito                      | 2 – 0     | Malawi | Estádio Internacional do Cairo, Cairo |
| 20:00 (UTC+2)       | Salah 20' · Marmoush 45+1' | Relatório |        | Árbitro: MRT Dahane Beida             |

| 24 de março de 2023 | Guiné                 | 2 – 0     | Etiópia | Estádio Mohammed V, Casablanca (Marrocos) |
| 20:30 (UTC+0)       | Kamano 39' · Bayo 73' | Relatório |         | Árbitro: BEN Djindo Louis Hougnandane     |

| 27 de março de 2023 | Etiópia                   | 2 – 3     | Guiné                                  | Estádio Príncipe Moulay Abdellah, Rabat (Marrocos) |
| 22:00 (UTC+3)       | Markneh 34' · Jemma 90+5' | Relatório | Keïta 4' · Moriba 42' · Guilavogui 70' | Árbitro: CHA Alhadi Allaou Mahamat                 |

| 28 de março de 2023 | Malawi | 0 – 4     | Egito                                          | Estádio Nacional Bingu, Lilongué |
| 15:00 (UTC+2)       |        | Relatório | Hamed 4' · Marmoush 16' · Salah 20' · Zizo 49' | Árbitro: MRT Dahane Beida        |

| 14 de junho de 2023 | Guiné        | 1 – 2     | Egito                       | Estádio de Marraquexe, Marraquexe (Marrocos) |
| 19:00 (UTC+1)       | Guirassy 26' | Relatório | Trézéguet 42' · Mohamed 79' | Árbitro: GHA Dahane Beida                    |

| 20 de junho de 2023 | Etiópia | 0 – 0     | Malawi | Estádio Nacional do Zimpeto, Maputo, (Moçambique) |
| 16:00 (UTC+2)       |         | Relatório |        | Árbitro: BEN Djindo Louis Houngnandande           |

| 8 de setembro de 2023 | Egito     | 1 – 0     | Etiópia | Estádio 30 de Junho, Cairo          |
| 19:00 (UTC+3)         | Fathi 37' | Relatório |         | Árbitro: GAB Patrice Tanguy Mebiame |

| 9 de setembro de 2023 | Malawi                  | 2 – 2     | Guiné                | Estádio Nacional Bingu, Lilongué   |
| 15:00 (UTC+2)         | Saizi 23' · Chaziya 88' | Relatório | Camara 56' · Sow 58' | Árbitro: CIV Clement Franklin Kpan |